# 선양 지하철 1호선
선양 지하철 1호선(沈阳地铁1号线)은 중국 선양시의 도시 철도 노선중 하나로, 2010년 9월 27일에 개통을 하였다.

## 개요
선양 지하철 1호선은 서쪽 톄시구의 13호가역에서 시작하여, 톄시구, 위훙구, 허핑구, 선허구를 거쳐 동쪽 다둥구의 리밍 광장 역에 이르는 동서구간 노선으로, 총 길이는 27.8km에 총 22개 역이 있으며 모두 지하역이다. 13호가역 근처에 13호가 차량단(十三号街车辆)을 설치하고 통제센터도 설치했다.

### 노선 정보
- 노선 연장 : 27.8km
- 궤간 : 1435mm
- 역수 : 22역
- 열차 편성 : 33편성 6량 (3동력 3무동력 B형 열차는)
- 최고 속도 : 80km/h
- 지상 구간 : 입고선(13호가~13호가 차량단)
- 지하 구간 : 리밍 광장 ~ 13호가

## 연혁
- 2005년 11월 18일 : 선양 지하철 1호선 공식 기공
- 2010년 9월 27일 : 선양 지하철 1호선 운행 시작

## 역목록
| 역명(한국어) | 역명(중국어) | 역명(영어)           | 접속 노선 | 역간 거리 | 누적 거리 | 소재지 |
| ------------ | ------------ | -------------------- | --------- | --------- | --------- | ------ |
|              |              |                      |           |           |           |        |
| 13호가       | 十三号街     | 13th Street          |           | 0.00      | 0.00      | 톄시구 |
| 중양다제     | 中央大街     | Zhongyang Avenue     |           | 1.00      | 1.00      | 톄시구 |
| 7호가        | 七号街       | 7th Street           |           | 1.40      | 2.40      | 톄시구 |
| 4호가        | 四号街       | 4th Street           |           | 1.50      | 3.90      | 톄시구 |
| 장스         | 张士         | Zhangshi             |           | 1.55      | 5.45      | 톄시구 |
| 카이파다다오 | 开发大道     | Kaifa Avenue         |           | 1.40      | 6.85      | 톄시구 |
| 위훙 광장    | 于洪广场     | Yuhong Square        |           | 1.50      | 8.35      | 위훙구 |
| 잉빈루       | 迎宾路       | Yingbin Road         |           | 1.00      | 9.35      | 위훙구 |
| 중궁제       | 重工街       | Zhonggong Street     |           | 1.95      | 11.30     | 톄시구 |
| 치궁제       | 启工街       | Qigong Street        |           | 1.05      | 12.35     | 톄시구 |
| 바오궁제     | 保工街       | Baogong Street       |           | 1.00      | 13.35     | 톄시구 |
| 톄시 광장    | 铁西广场     | Tiexi Square         | 9         | 1.40      | 14.75     | 톄시구 |
| 윈펑베이제   | 云峰北街     | North Yunfeng Street |           | 1.15      | 15.90     | 톄시구 |
| 선양 역      | 沈阳站       | Shenyang             | 선양 역   | 1.60      | 17.50     | 허핑구 |
| 타이위안제   | 太原街       | Taiyuan Street       | 4         | 0.95      | 18.45     | 허핑구 |
| 난스창       | 南市场       | Nanshichang          |           | 1.20      | 19.65     | 허핑구 |
| 칭녠다제     | 青年大街     | Qingnian Avenue      | 2         | 1.10      | 20.75     | 선허구 |
| 화이위안먼   | 怀远门       | Huaiyuanmen          |           | 1.30      | 22.05     | 선허구 |
| 중제         | 中街         | Zhongjie Street      | 6         | 1.35      | 23.40     | 선허구 |
| 둥중제       | 东中街       | East Zhongjie Street |           | 0.75      | 24.15     | 다둥구 |
| 팡장제       | 滂江街       | Pangjiang Street     | 10        | 1.65      | 25.80     | 다둥구 |
| 리밍 광장    | 黎明广场     | Liming Square        |           | 1.30      | 27.10     | 다둥구 |
|              |              |                      |           |           |           |        |

## 철도 차량
이 노선의 열차는 DKZ17형을 사용하며, 중차장춘궤도객차 유한회사와 중국북차그룹 다롄기관차차량 유한회사가 공동으로 제조하는데, 이 중 북차 창춘객차는 17편성(0101~0117), 다롄기관차는 16편성(0118~0133, 이중 0124~0133은 후기에 추가 도입한 열차이다.)을 제조하였다.

## 향후 계획
이 노선은 동쪽으로 연장 계획을 가지고 있으며, 노선 서쪽은 기존 종착역인 리밍 광장 역, 노선 동쪽 종착역은 스보위안(世博园)이 된다. 국가승인을 받아 단기 착공을 하였다가, 원인불명의 사유로 공사를 중단한 상태다.